# Phineas y Ferb: Star Wars
Phineas y Ferb: Star Wars (titulado también "Episodio IVa: Que Ferb te acompañe") es un episodio crossover de 1 hora de la serie animada estadounidense Phineas y Ferb presentando caracteres de Star Wars. Estrenado el 26 de julio de 2014, en Disney Channel y más tarde en Disney XD el 4 de agosto de 2014. La historia, no es canónica, es un "volviendo-a-contar" de la película de 1977 Star Wars: Episodio IV - Una nueva esperanza en el estilo de Rosencrantz y Guildenstern han muerto, donde los personajes de Phineas y Ferb interactúan con los personajes de Star Wars.

## Argumento
Perry el "Rebeldorrinco", el mejor agente ornitorrinco de la Alianza Rebelde, rompe en las Oficinas Corporativas Imperiales y roba un disco que contiene los planes para la Estrella de Muerte. Después de huir, él escapa con la nave de la  Princesa Leia. Entretanto, en el planeta Tatooine, Phineas Flynn y Ferb Fletcher están viviendo con sus padres cómo felices granjeros labradores y vecinos de Luke Skywalker.  Mientras tanto, el Star Destroyer de Darth Vader intercepta a Perry, forzándolo a cargar el disco en R2-D2. Mientras hace esto, es observado por un trío de stormtroopers, incluyendo a Candace Flynn. Candace intenta informar las acciones del Rebelde al imperio pero está ignorada por su agente de mando, cuando a ella y a sus dos compañeros, Baljeet y Buford, les encargan encontrar calcetines para Darth Vader. Después de ver a R2-D2 y C-3PO entrando en un pod de escape, el trío decide perseguirles en un segundo pod de escape y probar su valor por recapturar a los droides perdidos, con Perry en secreto enganchándose a ellos.
En otro lugar, Darthenshmirtz llega con su robot Norm-3P0 a la Estrella de Muerte. Revela que tiene una invención nueva que es aún más malvada, pero que requiere de la Fuerza para potenciarlo. Al mismo tiempo, Candace y sus compañeros están a la caza de los droides hasta que su comandante les envía a la taberna de Mos Eisley. Perry continúa siguiendo a los droides cuando estos son de repente cogidos por Jawas y luego son vendidos a Owen Lars.  Phineas y Ferb corren a su clase con Obi-Wan Kenobi es, quien les está dando instrucción en las artes Jedi, y entonces se encuentran con R2. A pesar de su oferta de un paseo, R2-D2 continúa en su camino mientras Perry queda oculto por el dúo, inconsciente de que su colisión ha resultado en que el disco de la Estrella de la Muerte quedó en el asiento posterior del speeder de Phineas y Ferb  .
A descubrir el disco, Phineas y Ferb salen para regresarselo a R2-D2, al cual encuentran en Mos Eisley, en donde también encuentran al hijo de Watto, Blatto. Con ayuda de Blatto descubren que el disco contiene los planes de Estrella de la Muerte, y después son perseguidos por el trío de Candace. Los hermanos se despiden de R2, quién parte con Luke, Obi-Wan, C-3PO, Han Solo, y Chewbacca a bordo del Halcón Milenario. Determinado a regresar el disco, el par viaja a la cantina de Mos Eisley y aquí conocen a Isabella Garcia-Shapiro, capitana del Chihuahua Centenario y rival de Han Solo. Isabella acuerda transportarles; entretanto, Candace regresa a la Estrella de Muerte. Mientras, a bordo la Estrella de Muerte, Darthenshmirtz aprende que pueda extraer energía de Fuerza de la basura de Darth Vader justo antes del planeta Alderaan sea destruido. El Chihuahua Centenario alcanza al Halcón Milenario, pero ambos acaban cogidos en una viga de tractor; el Chihuahua es liberado después de Phineas y Ferb modificar el barco de modo que  pueda aparentar que  es una nave de Space's Dunkin Donuts .
Una vez a bordo la Estrella de Muerte, Phineas y Ferb están sorprendidos y encantados de encontrar a Perry, quién era su mascota antes de que descubrieran que era un agente rebelde. Perry logra entrar a la guarida de Darthenshmirtz, sólo para acabar congelado en carbonita y Darthenshmirtz descubre su nuevo Sith-inador, una máquina que le hará un Sith aún más malvado que Darth Vader. Ferb, notando a través de la Fuerza que Perry está en peligro, lleva a Phineas e Isabella para acudir en su ayuda, sin saber que Obi-Wan Kenobi pasó en el camino. Entonces golpea Perry escapa de la carbonita explotando al Sith-inator, el cual empieza su transformación a un Sith con irises amarillos (idéntico a Anakin Skywalker  transformación en Star Wars: Episodio III: La Venganza de los Sith). En otro lugar, Isabella y Phineas corren de Candace, quién les persigue, sólo para ser salvada de una caída fatal por Phineas. Darthenshmirtz es entonces atacado por un Perry liberado, mientras Phineas da a Isabella el disco de la Estrella de la Muerte, mientras va buscar Ferb.
En la guarida de Darthenshmirtz , Phineas descubre a un Ferb Sith-inado, quién ahora tiene un aspecto similar a Darth Maul. Al saber que su hermano pretende crear un ejército de Sith y gobernar el lado oscuro, Phineas a regañadientes le afronta en un duelode sables de luz. Isabella viaja a Yavin y entrega los planes de Estrella de la Muerte. Cambia su mente después de una conversación tensa con Han y Chewbacca, también convenciéndole para unirse a los Rebeldes para ayudar Luke; de regreso en la Estrella de la Muerte, Candace y sus dos camaradas deciden unirse la rebelión. Las batallas entre Perry y Darthenshmirtz y Phineas y Ferb continúan y se cruzan, hasta que Candace viene a ayudar a Phineas. Juntos logran destruir el Sith-inador, lo cual restaura Ferb a la normalidad, y el trío -junto con Baljeet y Buford- parten para conseguir al autobús que trajo a los stormtroopers a la Estrella de Muerte, pero se va antes de que lo pueden abordar. Perry también se va con un  Darthenshmirtz atrapado en carbonita, mientras que los Rebeldes empiezan su ataque a la Estrella de Muerte.
En la estación de batalla, Candace descubre que Phineas es su hermano menor y que su madre se casó de nuevo con el padre de Ferb, haciéndolo su hermanastro. Antes de que Phineas puede hablar del tema, la Estrella de la Muerte detona (un asentir con la cabeza a la decisión del creador de no tocar la historia de quién es el padre de Phineas). Afortunadamente, Isabella regresa en el tiempo y salva al grupo, mientras que las chicas Firestar rescatan todo el personal civil de la Estrella de Muerte. Darthenshmirtz escapa con Perry en una pod de escapada pequeño, mientras Perry va a Yavin para unir la celebración que atiende la destrucción de la Estrella de Muerte. Los Rebeldes entonces disfrutar de una fiesta de baile durante qué Isabella besa a Phineas.

## Producción
Después de que producción en "Phineas y Ferb: Misión Marvel" era completa, la Compañía de Disney del Walt adquirió Lucasfilm Ltd. Para EE. UU.$4.05 mil millones. Después de que cocreador Dan Povenmire oyó este noticioso, él hizo un doodle de Doofenshmirtz vestido como Darth Vader, texted lo a la cabeza de Disney Animación Televisiva y escribió, "Huelo un crossover!" Mucho disfrutaron Misión Marvel antes de que lo, este especial estuvo anunciado en Cómic-Con Internacional 2013. Povenmire dijo, "Que 'el Ferb' te acompañe" y con todo de nosotros quiénes para décadas han soñado de una posibilidad de trabajar con los caracteres grandes e historias de Star Wars."
Ninguno de los actores de Star Wars originales hicieron sus funciones para este especiales.  Actor de voz Christopher Corey Smith voiced Luke Skywalker también el Toydarian, Blatto, el hijo de Watto; el actor Ross Marquand fue Han Solo; la actriz de voz April Winchell fue la Princesa Leia; el escritor Eddie Pittman proporcionó uno tacha tan Darth Vader; Perry regular el actor de voz del Ornitorrinco Dee Bradley Baker también hizo los gruñidos para Chewbacca; y el comediante Simon Pegg proporcionó la voz de C-3PO así como la voz del agente de mando de Candace.

## Banda sonora
El 22 de julio de 2014, una banda sonora EP conteniendo las canciones del especiales estuvo liberado para adquirir encima Mp3 de Amazona e iTunes.

## Recepción

### Audiencia
El especial estuvo visto por 2.5 millones de espectadores. En Israel, la película tuvo un estimado de 497,006 espectadores.
Nerdist Amy Ratcliffe declaró "La mezcla prueba para ser divertida, y no tienes que ser familiar con Phineas y Ferb para disfrutar el crossover." Mate Blum de GeekDad lo llamó "una de las mejores historietas de Star Wars, y un episodio fabuloso de Phineas y Ferb también". Rick Ellis de Allyourscreens.com escribió que el especial "retiene lo mejor de Phineas y Ferb mientras incluye una colección admirablemente graciosa de referencias a Star Wars, dentro de chistes y hechos que sólo un hardcore el seguidor podría coger".